# Charles Savarin
Charles Savarin (ur. 2 października 1943 w Portsmouth) – dominicki polityk, prezydent Dominiki w latach 2013–2023, minister spraw zagranicznych Dominiki w latach 2005–2007.